# Chrysotus ovalicornis
Chrysotus ovalicornis är en tvåvingeart som beskrevs av Octave Parent 1934. Chrysotus ovalicornis ingår i släktet Chrysotus, och familjen styltflugor.
Artens utbredningsområde är Paraguay. Inga underarter finns listade i Catalogue of Life.